# Prašnik (šuma)
Prašnik  je jedinstvena sekundarna prašuma starih slavonskih hrastova lužnjaka u blizini Okučana. Smatra se prašumom zato što se u njoj nikada nije gospodarilo. Zbog svoje pozicije na području ratnih djelovanja tijekom Domovinskog rata prašuma je bila minirana te je do 2015. godine bila nedostupna posjetiteljima.
Izlučen je iz redovnoga gospodarenja još 1928. godine u površini oko 53 ha, a nalazi se na približno 96 m nadmorske visine. Danas je to posebni rezervat šumske vegetacije koji ima oko 1000 starih stabala hrasta lužnjaka i oko 150 stabala običnoga graba i bukve. Između starih stabala koja su dosta rijetka javlja se mlada mješovita šuma. S vegetacijskog gledišta tu su zastupljene zajednice: Carpino betuli - Quercetum roboris typicum (Rauš 1971.) i Genisto elatae - Quercetum roboris caricetosum remotae (Horvat 1938.). Hrastova stabla stara su između 250 i 300 pa i više godina, prsnoga su promjera od 70 do 220 cm, a visine pojedinih orijaša veće su čak i od 40 m. Volumen takvih stabala doseže 50 m3. 